# Mimerastria tzygankovi
Mimerastria tzygankovi är en fjärilsart som beskrevs av Igor Kozhanchikov 1924. Mimerastria tzygankovi ingår i släktet Mimerastria och familjen trågspinnare. Inga underarter finns listade i Catalogue of Life.